# 타조고기

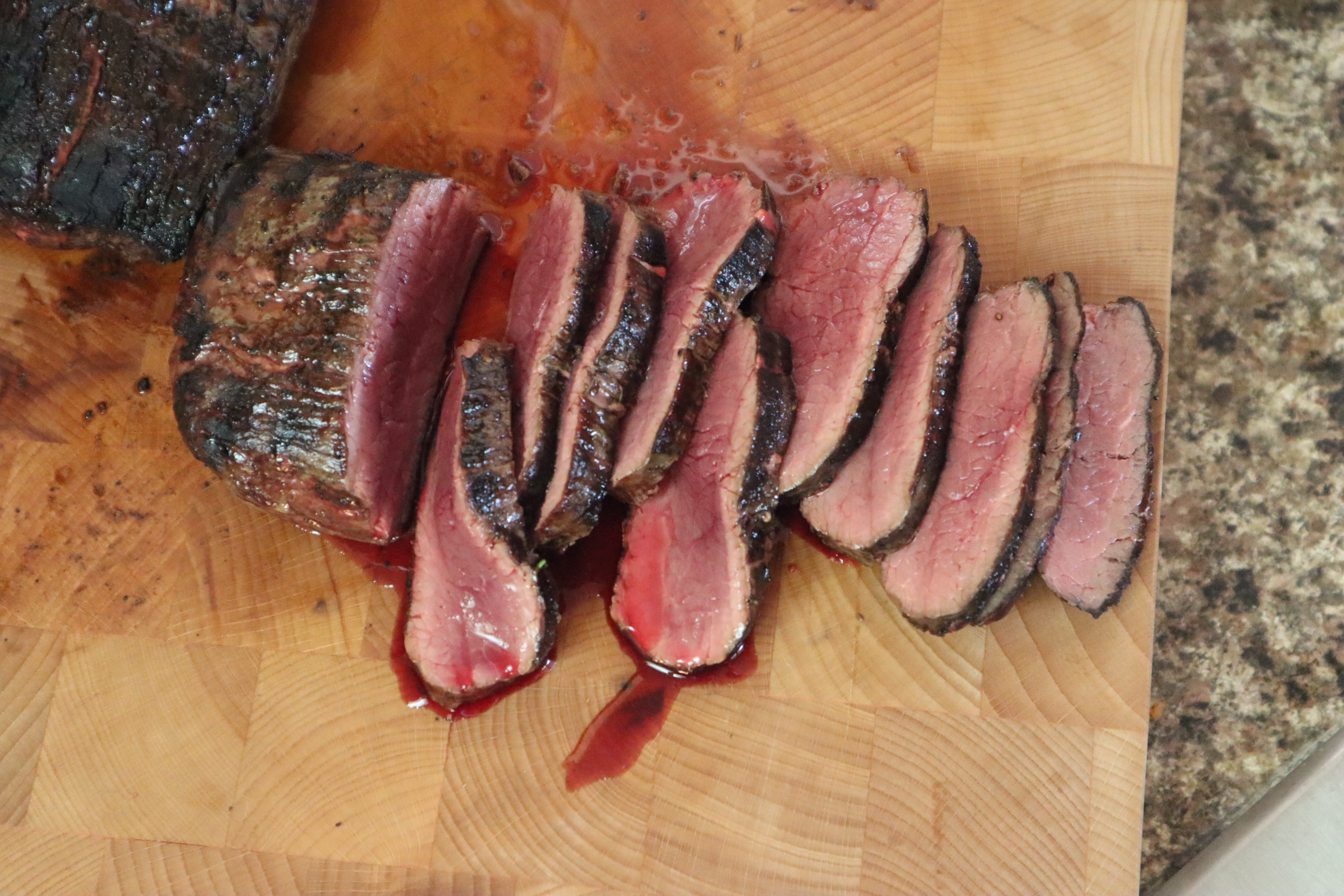
익힌 타조고기 조각

타조고기는 타조속에서 얻는 붉은 고기의 일종으로, 타조는 아프리카가 원산지인 크고 날지 못하는 새이다. 건강상의 이점과 지속 가능성으로 알려진 타조고기는 전 세계적으로, 특히 건강에 관심이 많은 미식가 시장에서 인기를 얻고 있다. 최종 pH 수준이 높기 때문에 쇠고기보다 색이 더 어두운 경향이 있다.

## 역사
타조고기 소비는 타조가 원산지인 아프리카에서 특히 고대로 거슬러 올라간다. 이 고기는 전통적으로 다양한 토착 문화에 의해 사냥되고 소비되었다. 19세기 후반과 20세기 초반에 타조 사육은 타조 깃털에 대한 수요에 힘입어 북아메리카, 유럽, 오스트레일리아를 포함한 세계 다른 지역으로 확산되기 시작했다. 오늘날 타조고기는 미국, 남아프리카 공화국, 오스트레일리아를 포함한 세계 여러 지역에서 상업적으로 사육된다. 미국 소비자들은 아말로 힐스, 아메리칸 오스트리치 팜스, 블랙윙, 브라이어데일, 살거스와 같은 몇몇 타조 농장에서 타조고기를 구입할 수 있다.

## 영양 효능

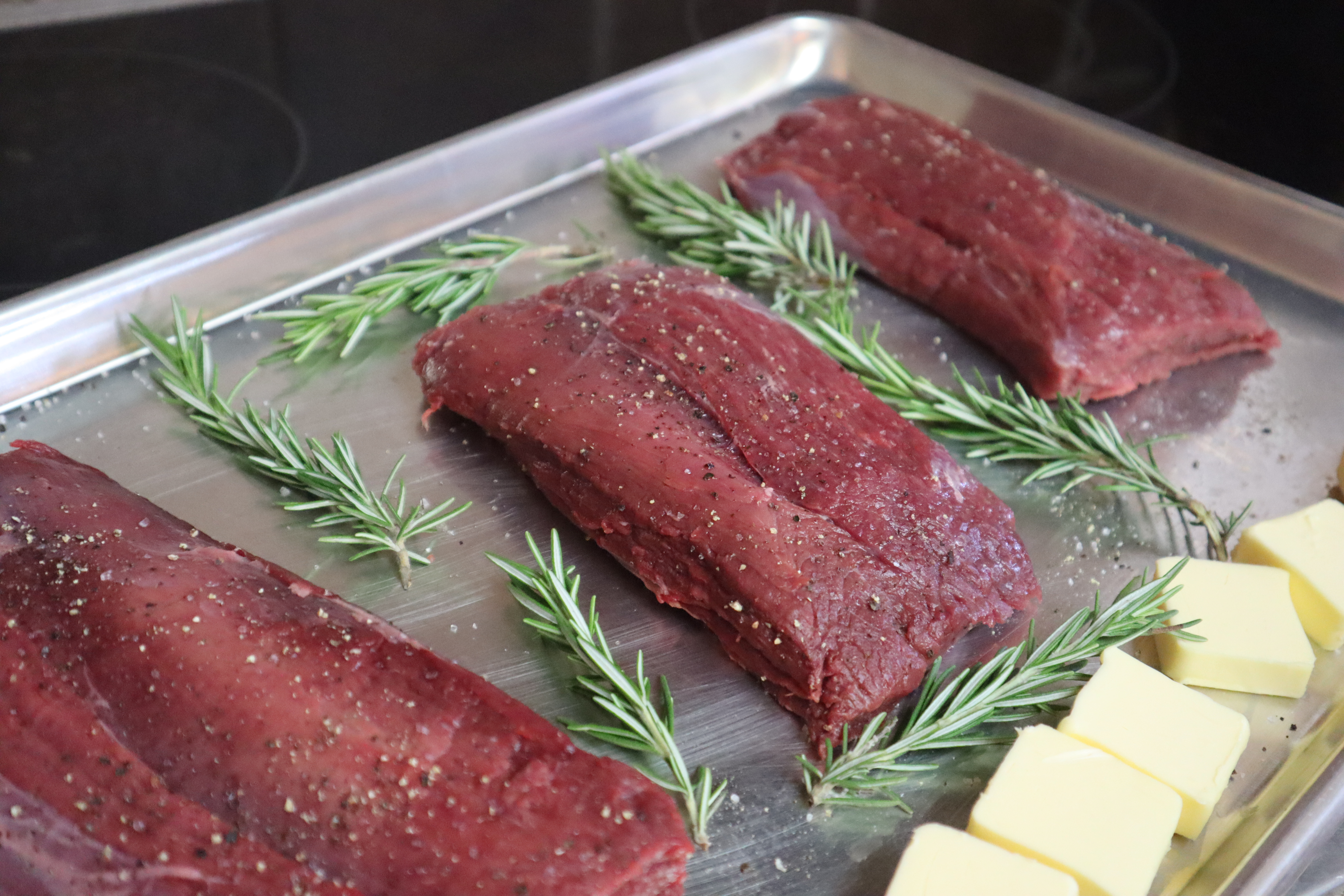
익히지 않은 타조 필레

타조고기는 영양가 때문에 높이 평가된다. 지방 함량이 낮고 단백질이 높은 저지방 고기이다. 쇠고기, 돼지고기, 양고기보다 콜레스테롤 수치가 낮다. 타조고기는 적혈구 생성에 필수적인 철분의 좋은 공급원이다. 에너지 대사와 신경계 건강에 중요한 비타민 B12를 포함한 비타민 B가 상당량 함유되어 있다.

## 같이 보기
- 타조속
- 타조 기름
- 지속농업